# Ruinas del monasterio Santa María en el Paraíso (Bosques de Viena)

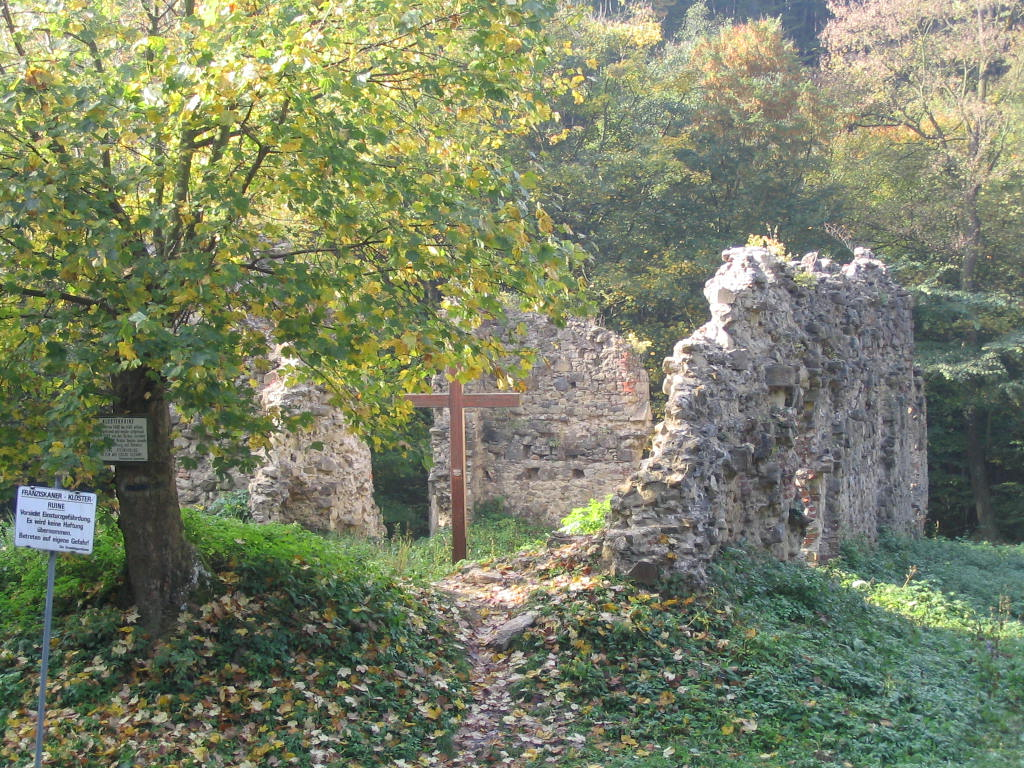
Ruinas del monasterio de Riederberg

El monasterio de Santa María en el Paraíso (también: ruinas del monasterio de Riederberg o San Lorenzo en el Paraíso ) es un monasterio en ruinas en los Bosques de Viena de la Baja Austria, municipio de Tullnerbach, en el límite mismo del término municipal en la frontera con Sieghartskirchen .

## Historia
Ya en el siglo XIV se menciona varias veces la iglesia de San Lorenzo. Gabriel de Verona, entonces vicario de la provincia religiosa de Austria, fundó en el lugar un monasterio franciscano gracias a una donación de los Habsburgo hacia 1440 y, según otras fuentes, después de 1460. La iglesia de estilo gótico tardío, de una sola nave, estaba dedicada a la Madre de Dios y a San Lorenzo. Consagrada a Laurentius y fue ligeramente reconstruida tras un incendio en 1509. El 26 de septiembre de 1529, los turcos destruyeron el monasterio y la iglesia, matando a 22 monjes. Ni la iglesia ni el monasterio fueron reconstruidos.

## Descripción
De la antigua iglesia del monasterio aún se conservan restos estructurales de la nave y pequeños restos del coro. La nave tenía una bóveda de ladrillo de tres tramos, de la que aún se conservan partes. Las suposiciones sobre un posible cierre poligonal del coro fueron refutadas por una excavación en 2013. Probablemente en una fase de construcción moderna se añadió al coro un ábside redondo, como sugieren las reconocibles juntas de construcción. En la zona del pórtico oeste, se pueden ver al menos dos fases de construcción de una galería oeste en forma de agujeros para vigas y posteriores huecos para una bóveda.  Durante la excavación antes mencionada también se descubrieron dos bases de columnas octogonales de la galería occidental hechas de arenisca y partes de un piso de ladrillo en forma de opus spicatum. En una ilustración de la llamada  La obra del príncipe heredero (Kronprinzenwerk) de 1888, aún se pueden reconocer restos del edificio anexo de dos plantas del monasterio en la esquina noroeste de la nave. Al este de la iglesia del monasterio se pueden ver pequeños restos de una dependencia rectangular. En la empinada ladera al oeste de la nave se encuentra una subestructura y restos de un contrafuerte .

## Manantial
También hay un manantial cerca de las ruinas, el «Klosterbründl». Existen mitos en torno a este manantial. Se dice que, cuando estaba seco, la gente acudía al manantial para despertar a los espíritus de la primavera y que volviera a llover. 